# Neoophiosphaerella
Neoophiosphaerella is een monotypisch geslacht van schimmels behorend tot de familie Lentitheciaceae. De typesoort is Neoophiosphaerella sasicola.